# Arco de triunfo del Castel Nuovo

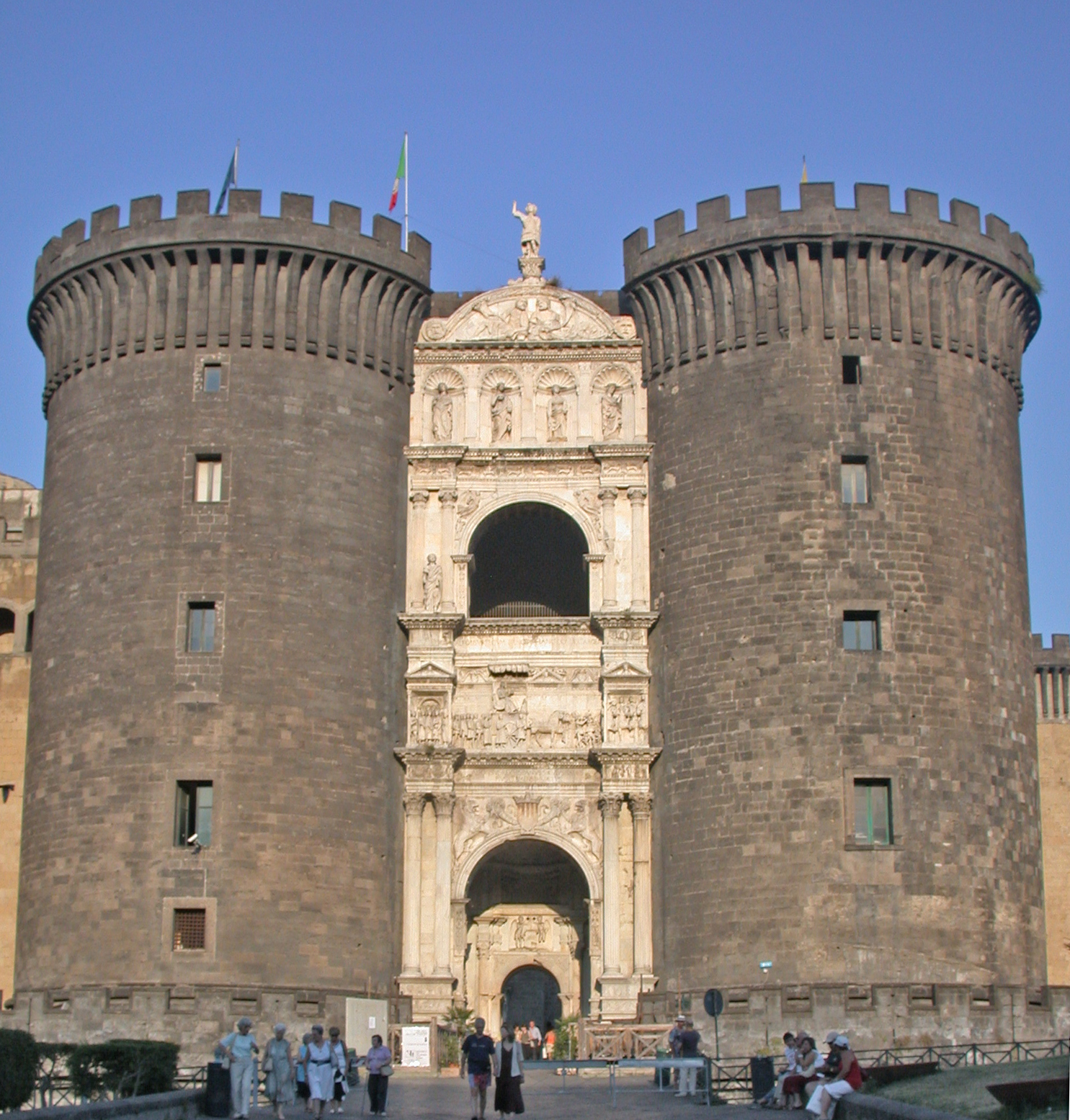
El arco de triunfo de Alfonso de Aragón entre las torres del medio y de la guardia del Castel Nuovo.

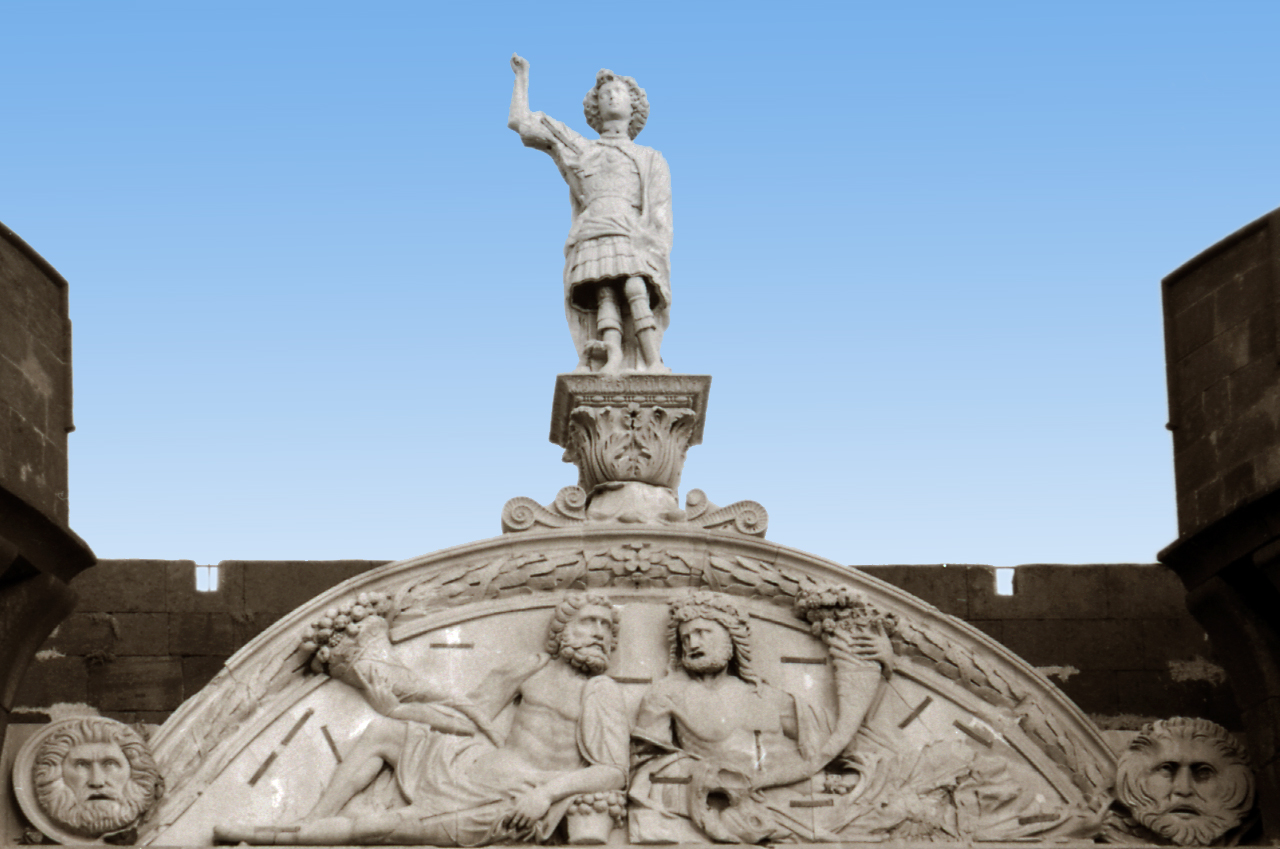
La cima del arco de triunfo con la estatua de san Miguel (elaboración de una foto de Paolo Monti de 1965).

El arco de triunfo del Castel Nuovo (en italiano: arco trionfale del Castel Nuovo) es un arco de triunfo de mármol que se encuentra en la entrada del Castel Nuovo de Nápoles, Italia, también denominado localmente Maschio Angioino. Fue construido por órdenes de Alfonso de Aragón para celebrar su conquista del Reino de Nápoles en 1443. La construcción del arco de triunfo se enmarcaba dentro de la renovación arquitectónica de la antigua fortaleza angevina, que se había convertido en la nueva sede de la corte aragonesa. Esta se realizó en dos fases, desde 1452 hasta 1458 y desde 1465 hasta 1471.
Según De Vecchi y Cerchiari, la obra representa la contribución de Nápoles al Renacimiento italiano, sobre todo en el campo de la escultura. Colocado como un enfático ornamento triunfal, el arco constituye la monumental entrada a la nueva sede del soberano, el Castel Nuovo, y fue construido con la intención de celebrar el triunfo del rey Alfonso, emulando la gloria de los emperadores romanos e inspirándose por tanto en las antiguas tipologías de la puerta urbana y del arco de triunfo de la arquitectura romana.

## La inserción del arco en el Castel Nuovo

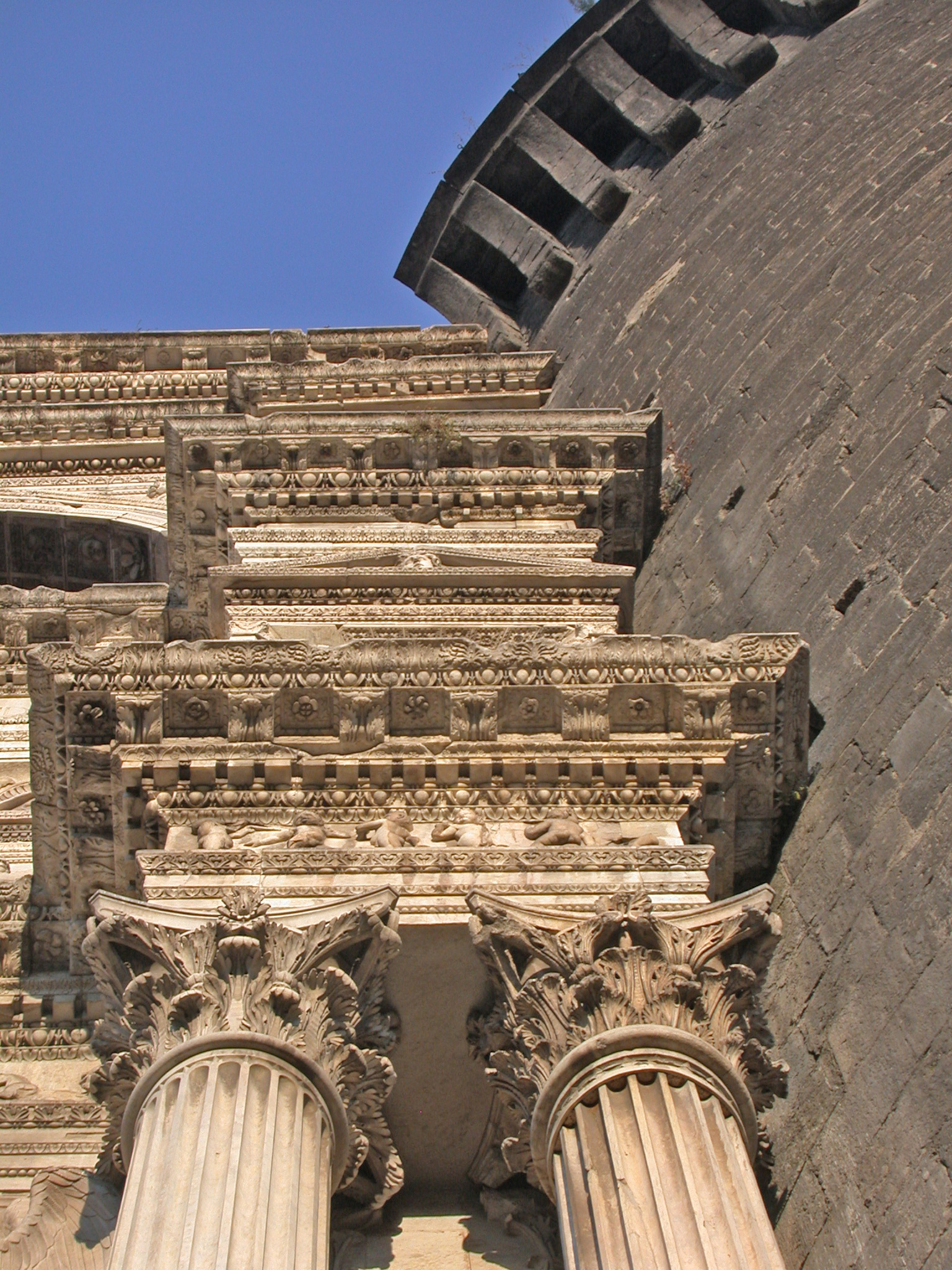
Decoración de los órdenes superpuestos.

El Chastiau neuf de los documentos angevinos —nuevo respecto al antiguo castillo normando de Castel Capuano, situado en el extremo opuesto de la ciudad— había sido la ciudadela de los soberanos de la Casa de Anjou y, como tal, constituía el verdadero centro del poder real en Nápoles, enmarcado en un polo urbanístico formado por el puerto y por los tres principales castillos adyacentes a él, el ya citado Castel Capuano, el Castel dell'Ovo, y el propio Castel Nuovo. La remodelación de este palacio real-fortaleza angevina se encargó al arquitecto aragonés Guillem Sagrera, originario de Mallorca, y se realizó entre 1453 y 1479. Se construyeron cuatro poderosas torres englobando las torres de planta cuadrada del edificio precedente y se añadió una quinta torre edificada ex novo para enmarcar mejor el acceso.
Se realizaron además una serie de mejoras en las defensas del castillo: el foso precedente se amplió notablemente, tanto que resultó imposible que lo atravesara un puente levadizo; se construyó por tanto un pontón circular intermedio con un potente revellín que defendía el castillo, desde el cual quedaba por atravesar un espacio más exiguo, sin necesidad de recurrir a un puente levadizo.
La intención inicial del rey era edificar un arco de triunfo aislado, a la manera de los emperadores romanos, pero fue disuadido de este primer propósito por el temor de que eventuales revueltas o ataques externos pudieran dañar su emblema, razón por la que decidió trasladarlo a la entrada más protegida del nuevo palacio real.
El rey llamó a la corte tanto a artistas aragoneses (Bartolomeo Prats, Antonio Frabuch, Antonio Gomar) como a artistas y escritores protagonistas del humanismo del siglo xv como Gioviano Pontano, Lorenzo Valla o Parnormita, además de Francesco Laurana y Domenico Gagini para las esculturas. En la elaboración del proyecto del arco de triunfo participaron también artistas de diferentes tendencias, como Pere Johan, Guillem Sagrera, Francesco Laurana, Domenico Gagini y Pietro di Martino da Milano, de cuya colaboración nació una síntesis de influencias y estilos.

### El arco de triunfo
El tema del arco era la celebración de la conquista del reino por parte del rey Alfonso y del éxito de la dinastía. El friso colocado como coronación del arco de paso inferior representaba la entrada del rey en la ciudad a la manera de los antiguos emperadores romanos, sobre su carro, inspirándose en las obras análogas de la escultura romana y en la puerta de Federico II en Capua (1240), también inspirada en la idea de la soberanía imperial romana.
Un primer proyecto fue dibujado quizá por el Pisanello, exponente del gótico internacional, presente en Nápoles entre 1447 y 1454: su proyecto proponía ya la superposición de dos arcos, enmarcados sin embargo por elementos góticos como columnillas retorcidas, una logia terminal con arcos apuntados y una coronación con encaje de pequeñas bíforas, resultando por tanto adherente a esquemas tardogóticos más que renacentistas. La superposición de los elementos que recordaban el arco de triunfo era por otro lado propia de las épocas románica y gótica, a partir de los protiros campioneses de mediados del siglo xii. En este caso tenemos por tanto esta repetición que recuerda a la idea de romanidad replanteada en la Edad Media, y una serie más precisa de referencias arqueológicas relativas al redescubrimiento de la antigüedad clásica en el ámbito humanístico. La actualización del proyecto a las novedades de la arquitectura del Renacimiento y la referencia a los modelos imperiales romanos fueron introducidos quizá por Francesco Laurana, bajo la influencia de la nueva concepción albertiana; el arco fue completado más tarde por Pietro da Milano.
El arco fue edificado a poca distancia delante de la nueva puerta, ya realizada en el ámbito de la reconstrucción aragonesa de la fortaleza angevina, y todo el conjunto se decoró con un conjunto homogéneo de relieves. También se ha conjeturado que originalmente el espacio intermedio entre el arco y la puerta no debía de estar cubierto, permitiendo la entrada de la luz desde lo alto y poniendo de manifiesto la separación del arco del resto del castillo.

### Las esculturas

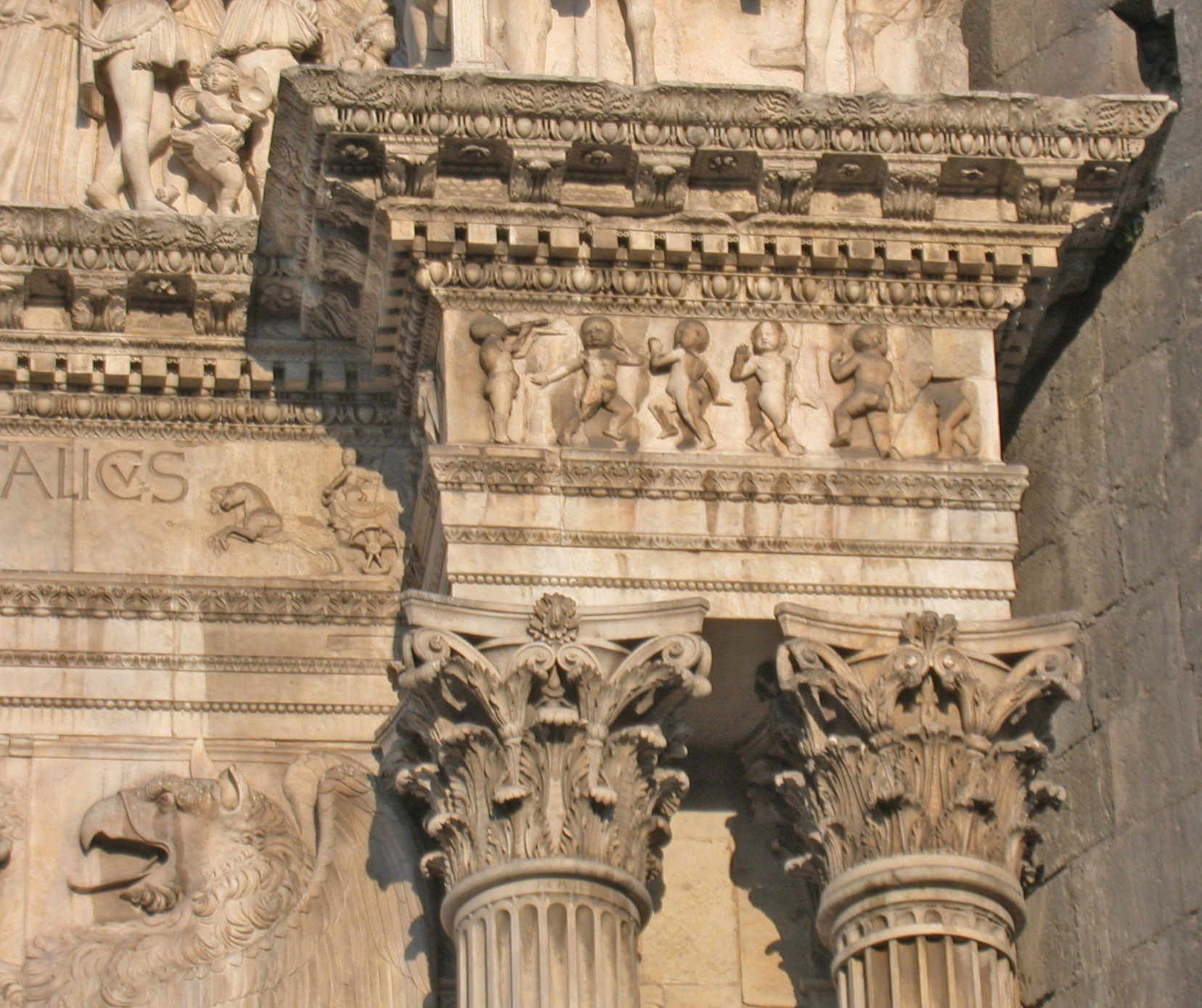
Orden corintio del arco inferior y friso con putti.

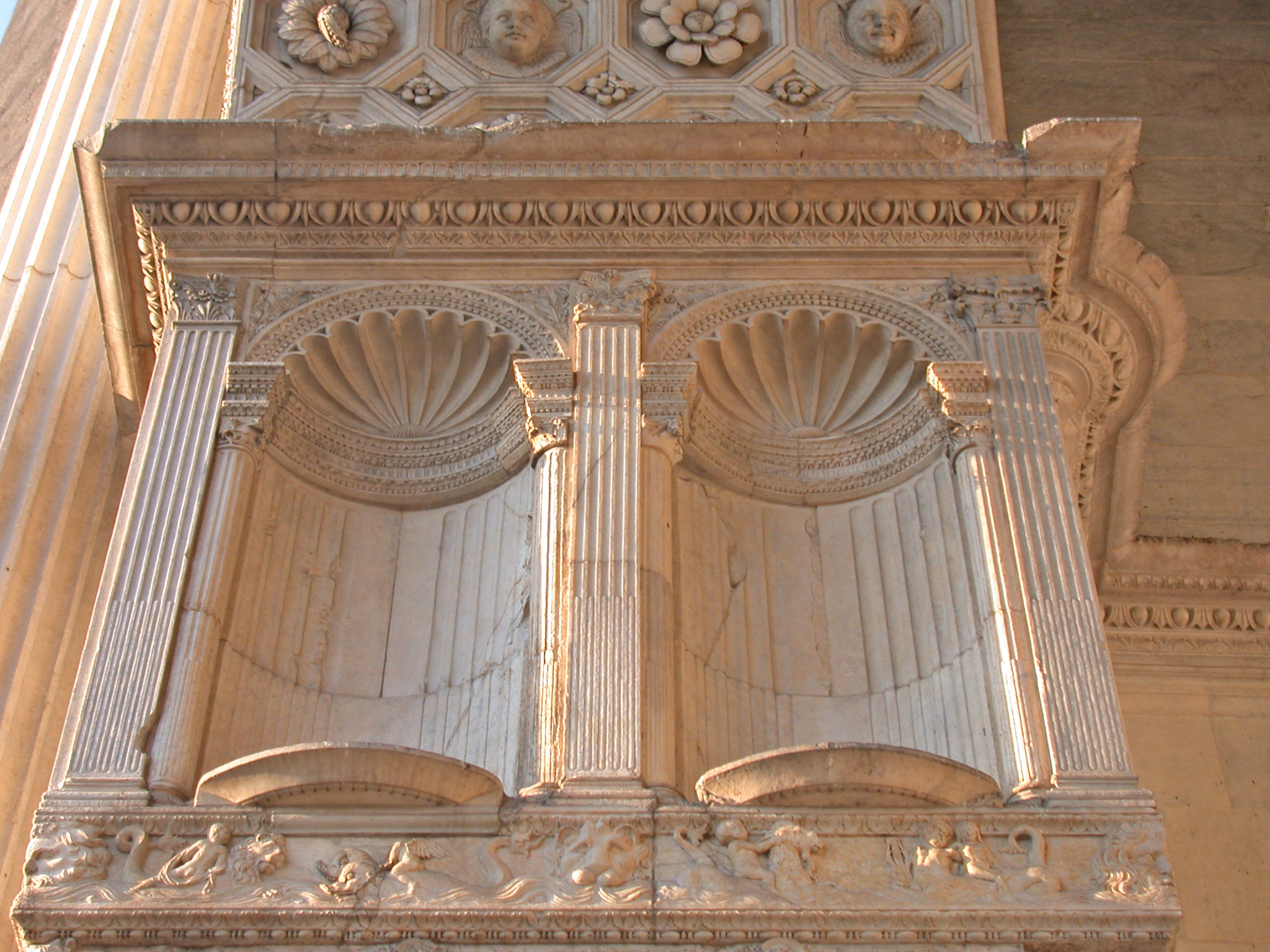
Paso interior: decoración de las paredes con hornacinas.

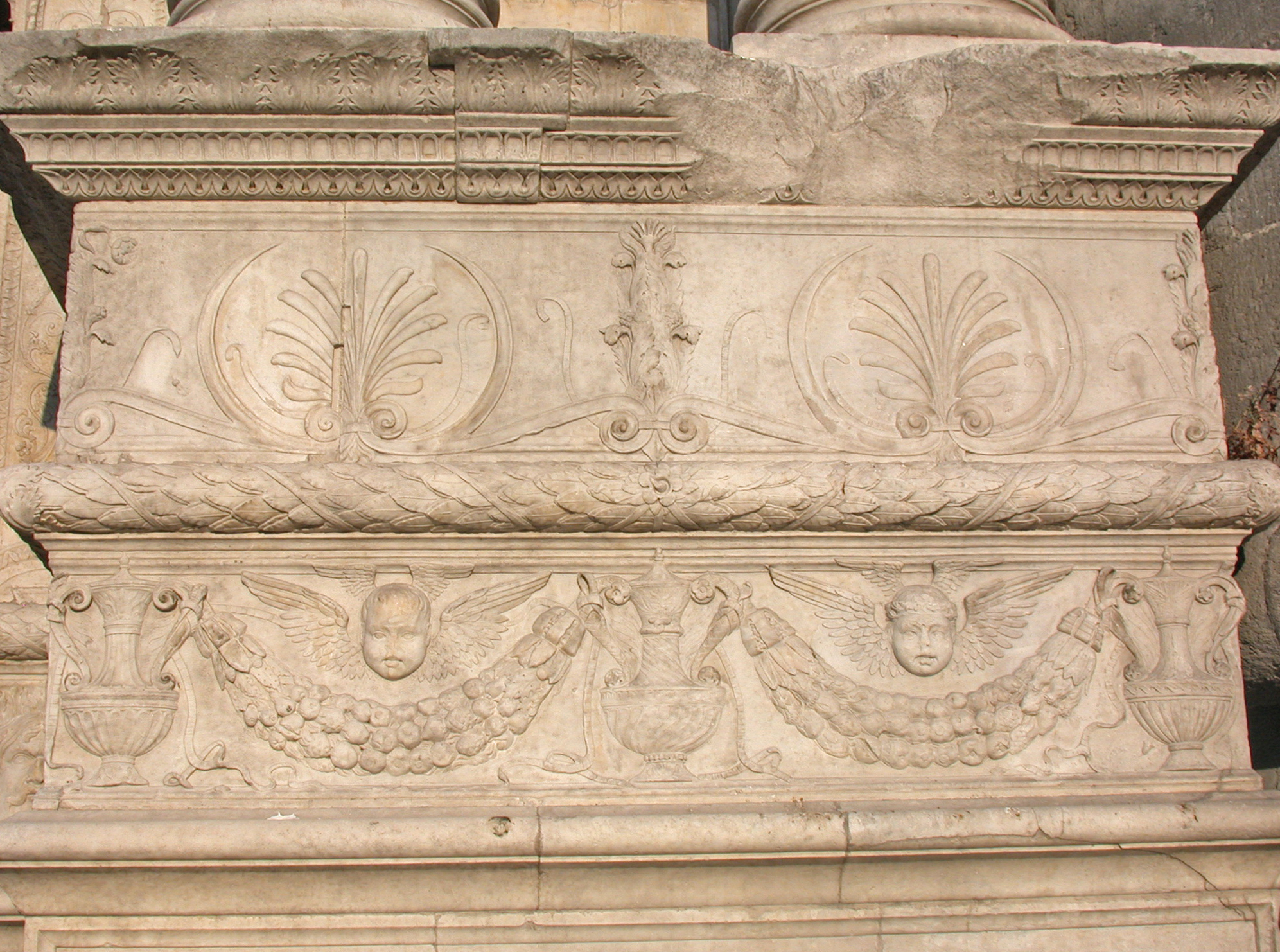
Paso interior: decoración de las bases de las paredes.

La mayor parte de la decoración fue realizada por Francesco Laurana, dálmata de nacimiento y de cultura veneciana, que se encargó de organizar el trabajo de un conjunto de escultores de diferente proveniencia. Lauriana también fue directamente el autor de la Virgen con el Niño, trasladada posteriormente a la capilla de santa Bárbara en el interior del castillo. La intervención de Laurana se identifica todavía en muchas partes del triunfo real, en la figura de la Justicia entre las estatuas de las hornacinas sobre el arco superior y en los relieves que representan la embajada tunecina y los trompetistas a caballo.
Junto a él trabajaron artistas de formación donatelliana (como Antonio di Chellino e Isaia da Pisa), lombarda (Paolo Taccone y Pietro da Milano), tesinesa (Domenico Gagini), y de ese estilo de tipo flamenco-borgoñón en el que solían basarse los tesineses que trabajaban en Génova y que se había impuesto desde España hasta la Provenza (Pere Joan). En este contexto se reelaboraron las diferentes tendencias, desde las del Renacimiento toscano hasta las transalpinas y adriático-venecianas, todas orientadas hacia el redescubrimiento del mundo clásico.
Ya en 1453 Pietro da Milano estaba trabajando en la construcción del arco junto con Francesco Laurana y Paolo Romano; dos años después colaboraban también con ellos Isaia da Pisa y Andrea dell'Aquila y, desde 1457, Antonio di Chellino y Domenico Gagini; en 1458 la obra estaba casi terminada.
Los relieves del arco de triunfo representan un evento histórico, enfatizado con la referencia al triunfo imperial romano: la entrada en Nápoles del rey Alfonso, celebrado el 26 de febrero de 1443 como vencedor de Renato I de Nápoles, cuidadosamente preparada con un preciso ceremonial elaborado por la corte real. La procesión real se realizó entre la Porta del Mercato, donde se había erigido un efímero arco de triunfo, y el Castel Nuovo. El rey iba sobre un carro dorado conducido por cuatro caballos blancos, precedido por los músicos a caballo, por siete Virtudes representadas por otros tantos caballeros y por carros alegóricos. Seguían a pie el príncipe heredero y los nobles aragoneses y napolitanos. Las esculturas representaron el suceso histórico enriqueciéndolo con significados universales.
El relieve del friso central del arco inferior representa el desfile triunfal de Alfonso, representado como un emperador, sentado en el carro conducido por la Fortuna y rodeado por los dignatarios de su corte. La jerarquía es reflejada mediante la colocación de las figuras del séquito en un registro inferior que el soberano. El arco superior habría debido enmarcar la estatua ecuestre del rey aragonés, que Alfonso quería que ejecutara el propio Donatello, pero que nunca se realizó. Esta estatua reconectaba la composición con la tipología del cenotafio, confirmada también por otras referencias funerarias, subrayando así el paso del soberano a un ámbito de eternidad.
El arco superior fue coronado con una serie de hornacinas con estatuas cubiertas por un tímpano con forma de arco, que retoma el estilo de Donatello.

## Influencia en la escultura
Con su trabajo en el arco, Francesco Laurana, Paolo Romano y Pietro di Martino difundieron el estilo renacentista en la escultura napolitana, en la cual se desarrolló el gusto culto y decorado del monumento. También se ha llamado clima dell'arco a la época en la que ejercieron mayor influencia las esculturas realizadas para el Castel Nuovo. La escultura de Laurana se propuso desde aquí como modelo también para la pintura, en la afirmación de un Renacimiento italiano capaz de superar al arte flamenco. Entre los artistas que encontraron en esta obra su formación deben citarse a Domenico Gagini, ya activo en Génova y que a continuación difundió las innovaciones de la escultura renacentista en Sicilia.